# David Vaughn
David Vaughn III, född 23 mars 1973 i Tulsa i Oklahoma, är en amerikansk före detta professionell basketspelare (PF) som tillbringade fyra säsonger (1995–1999) i den nordamerikanska basketligan National Basketball Association (NBA), där han spelade för Orlando Magic, Golden State Warriors, Chicago Bulls och New Jersey Nets. Under sin NBA-karriär gjorde han 341 poäng (2,9 poäng per match); 36 assists samt 361 rebounds, räddningar från att bollen ska hamna i nätkorgen, på 118 grundspelsmatcher. Vaughn spelade också som proffs i Grekland, Italien och Spanien.
Han draftades av Orlando Magic i första rundan i 1995 års draft som 25:e spelare totalt.
Vaughn var med och vinna Chicago Bulls sjätte NBA-mästerskap på 1990-talet.
Innan han blev proffs, studerade Vaughn vid University of Memphis och spelade basket för deras idrottsförening Memphis Tigers.